# Marcus Foster
Marcus Franklee Foster (Wichita Falls, 3 giugno 1995) è un cestista statunitense.

## Palmarès

### Squadra
- Campionato lituano: 1

Rytas Vilnius: 2023-2024
- Eurocup: 1

Hapoel Tel Aviv: 2024-2025

### Individuale
- Basketball Champions League Second Best Team: 1

Rytas Vilnius: 2022-2023
- Lietuvos krepšinio lyga MVP finali: 1

Rytas Vilnius: 2023-24